# Przygoda na Biegunie Północnym
Przygoda na Biegunie Północnym lub Przygody niedźwiadków polarnych (jap. 北極のムーシカ・ミーシカ Hokkyoku-no Mushka Mishka) – japoński film anime wyprodukowany w 1979 roku przez Mushi-Pro Nikkatsu w reżyserii Chikao Katsui. Zrealizowany na podstawie powieści Tomiko Inui. Film został wydany przez Neptun Video Center. W Polsce film był emitowany na kanałach TVP, Porion, Polsat i Polsat 2.

## Fabuła
Film anime opisuje przygody sympatycznych, niezbyt grzecznych niedźwiadzków polarnych – Muszki i Miszki, którzy dzielnie zastępują swojego ojca, Króla Północy.

## Obsada (głosy)
- Masako Nozawa jako Mūshika (Mushka) (pol. Muszka)
- Masako Sugaya jako Miishika (Mishka) (pol. Miszka)

## Wersja polska
Przygody niedźwiadków polarnych – wersja wydana na VHS
- Dystrybucja: Neptun Video Center (dwie edycje z różnymi okładkami)[2]